# 38e cérémonie des Goyas
La 38e cérémonie des Goyas (ou Premios Goya), organisée par l'Academia de las artes y las ciencias cinematográficas de España, se déroule le 10 février 2024 à la Feria de Valladolid  et récompense les films sortis en 2023.
Le film Le Cercle des neiges (La sociedad de la nieve) de Juan Antonio Bayona, produit par Belén Atienza et Sandra Hermida, est le film le plus récompensé avec douze récompenses dont celles du meilleur film, du meilleur réalisateur, du meilleur espoir masculin, de la meilleure musique originale et de la meilleure photographie. Deux autres films sont multi-récompensés : le film 20000 espèces d'abeilles (20.000 especies de abejas) de Estibaliz Urresola Solaguren avec trois prix : meilleur scénario original, meilleur nouveau réalisateur et meilleure actrice dans un second rôle pour Ane Gabarain, et Mon ami robot (Robot Dreams) de Pablo Berger avec deux prix : meilleur film d'animation et meilleur scénario adapté,.

## Palmarès

### Meilleur film
- Le Cercle des neiges (La sociedad de la nieve) de Juan Antonio Bayona (Belén Atienza et Sandra Hermida[3])
  - 20000 espèces d'abeilles (20.000 especies de abejas) de Estibaliz Urresola Solaguren
  - Fermer les yeux (Cerrar los ojos) de Víctor Erice
  - Saben aquell de David Trueba
  - Un amor de Isabel Coixet

### Meilleur réalisateur
- Juan Antonio Bayona pour Le Cercle des neiges (La sociedad de la nieve)
  - Víctor Erice pour Fermer les yeux (Cerrar los ojos)
  - Elena Martín pour Creatura
  - David Trueba pour Saben aquell
  - Isabel Coixet pour Un amor

### Meilleur acteur
- David Verdaguer pour Saben aquell
  - Manolo Solo pour Fermer les yeux (Cerrar los ojos)
  - Enric Auquer (es) pour El maestro que prometió el mar
  - Hovik Keuchkerian pour Un amor
  - Alberto Ammann pour La llegada

### Meilleure actrice
- Malena Alterio pour Que nadie duerma
  - Patricia López Arnaiz pour 20000 espèces d'abeilles (20.000 especies de abejas)
  - María Vázquez (es) pour Matria
  - Carolina Yuste pour Saben aquell
  - Laia Costa pour Un amor

### Meilleur acteur dans un second rôle
- José Coronado pour Fermer les yeux (Cerrar los ojos)
  - Martxelo Rubio (es) pour 20000 espèces d'abeilles (20.000 especies de abejas)
  - Juan Carlos Vellido (es) pour Under Therapy (es)
  - Àlex Brendemühl pour Creatura
  - Hugo Silva pour Un amor

### Meilleure actrice dans un second rôle
- Ane Gabarain pour 20000 espèces d'abeilles (20.000 especies de abejas)
  - Itziar Lazkano (es) pour 20000 espèces d'abeilles (20.000 especies de abejas)
  - Ana Torrent pour Fermer les yeux (Cerrar los ojos)
  - Luisa Gavasa (es) pour El maestro que prometió el mar
  - Clara Segura pour Creatura

### Meilleur espoir masculin
- Matías Recalt pour Le Cercle des neiges (La sociedad de la nieve)
  - Omar Banana pour Te estoy amando locamente
  - Brian Albacete pour Campeonex (es)
  - La Dani pour Te estoy amando locamente
  - Julio Hu Chen pour Chinas (es)

### Meilleur espoir féminin
- Janet Novás pour O corno, une histoire de femmes
  - Ye Xinyi pour Chinas (es)
  - Ji Yeju pour Chinas (es)
  - Clàudia Malagelada pour Creatura
  - Sara Becker pour La contadora de películas

### Meilleur scénario original
- Estibaliz Urresola Solaguren pour 20000 espèces d'abeilles (20.000 especies de abejas)
  - Víctor Erice et Michel Gaztambide pour Fermer les yeux (Cerrar los ojos)
  - Carmen Garrido et Alejandro Marín pour Te estoy amando locamente
  - Juan Sebastián Vásquez et Alejandro Rojas pour La llegada
  - Félix Viscarret pour Una vida no tan simple

### Meilleur scénario adapté
- Pablo Berger pour Mon ami robot (Robot Dreams)
  - Albert Val  pour El maestro que prometió el mar
  - Juan Antonio Bayona, Bernat Vilaplana, Jaime Marques et Nicolás Casariego pour Le Cercle des neiges (La sociedad de la nieve)
  - Isabel Coixet et Laura Ferrero pour Un amor
  - David Trueba et Albert Espinosa Puig pour Saben aquell

### Meilleur nouveau réalisateur
- Estibaliz Urresola Solaguren pour 20000 espèces d'abeilles (20.000 especies de abejas)
  - Itsaso Arana pour Les filles vont bien (Las chicas están bien)
  - Álvaro Gago pour Matria
  - Alejandro Marín pour Te estoy amando locamente
  - Alejandro Rojas et Juan Sebastián Vázquez pour 'La llegada

### Meilleur film documentaire
- Mientras seas tú, aquí y ahora
  - Caleta Palace
  - Contigo, contigo y sin mi
  - Esta ambición desmedida
  - Iberia, naturaleza infinita

### Meilleure direction de production
- Margarita Huguet pour Le Cercle des neiges (La sociedad de la nieve)
  - Pablo Vidal pour 20000 espèces d'abeilles (20.000 especies de abejas)
  - María José Díez pour Fermer les yeux (Cerrar los ojos)
  - Eduard Vallès pour Saben aquell
  - Leire Aurrekoetxea et Luis Gutiérrez pour Valle de sombras

### Meilleur montage
- Andrés Gil et Jaume Martí pour Le Cercle des neiges (La sociedad de la nieve)
  - Raúl Barreras pour 20000 espèces d'abeilles (20.000 especies de abejas)
  - Ascen Marchena pour Fermer les yeux (Cerrar los ojos)
  - Fátima de los Santos pour Mamacruz
  - Fernando Franco pour Mon ami robot (Robot Dreams)

### Meilleure chanson originale
- Yo solo quiero amor pour Te estoy amando locamente
  - Ecos pour Amigos hasta la muerte
  - Chinas pour Chinas (es)
  - El amor de Andrea pour El amor de Andrea
  - La gallinita pour La imatge permanent

### Meilleure musique originale
- Michael Giacchino pour Le Cercle des neiges (La sociedad de la nieve)
  - Natasha Arizu pour El maestro que prometió el mar
  - Arnau Bataller pour La paradoja de Antares
  - Alfonso de Vilallonga pour Mon ami robot (Robot Dreams)
  - Andrea Motis pour Te estoy amando locamente

### Meilleure photographie
- Pedro Luque pour Le Cercle des neiges (La sociedad de la nieve)
  - Gina Ferrer García pour 20000 espèces d'abeilles (20.000 especies de abejas)
  - Valentín Álvarez pour Fermer les yeux (Cerrar los ojos)
  - Bet Rourich pour Un amor
  - Diego Trenas pour Una noche con Adela

### Meilleure direction artistique
- Alain Bainée pour Le Cercle des neiges (La sociedad de la nieve)
  - Izaskun Urkijo pour 20000 espèces d'abeilles (20.000 especies de abejas)
  - Curru Garabal pour Fermer les yeux (Cerrar los ojos)
  - Carlos Conti pour La contadora de películas
  - Marc Pou pour Saben aquell

### Meilleurs costumes
- Julio Suárez pour Le Cercle des neiges (La sociedad de la nieve)
  - Nerea Torrijos pour 20000 espèces d'abeilles (20.000 especies de abejas)
  - Maria Armengol pour El maestro que prometió el mar
  - Mercè Paloma pour La contadora de películas
  - Lala Huete pour Saben aquell

### Meilleurs maquillages et coiffures
- Ana López-Puigcerver, Belén López-Puigcerver et Montse Ribé pour Le Cercle des neiges (La sociedad de la nieve)
  - Aihoa Eskusabel et Jose Gabarain pour 20000 espèces d'abeilles (20.000 especies de abejas)
  - Eli Adánez et Juan Begara pour La ternura
  - Caitlin Acheson, Benjamín Pérez et Nacho Díaz pour Saben aquell
- Sarai Rodríguez, Noé Montes et Óscar del Monte pour Valle de sombras

### Meilleur son
- Jorge Adrados, Oriol Tarragó et Marc Orts pour Le Cercle des neiges (La sociedad de la nieve)
  - Eva Valiño, Koldo Corella et Xanti Salvador pour 20000 espèces d'abeilles (20.000 especies de abejas)
  - Iván Marín, Juan Ferro et Candela Palencia pour Fermer les yeux (Cerrar los ojos)
  - Tamara Arévalo, Fabiola Ordoyo et Yasmina Praderas pour Campeonex
  - Xavi Mas, Eduardo Castro et Yasmina Praderas pour Saben aquell

### Meilleurs effets visuels
- Pau Costa, Félix Bergés et Laura Pedro pour Le Cercle des neiges (La sociedad de la nieve)
  - Mariano García Marty, Jon Serrano, David Heras, Fran Belda et Indira Martín pour 20000 espèces d'abeilles (20.000 especies de abejas)
  - Raúl Romanillos et Míriam Piquer pour Valle de sombras
  - Eneritz Zapiain et Iñaki Gil "Ketxu" pour La ermita
  - Mariano García Marty, Jon Serrano, Juan Ventura et Amparo Martínez pour Tin & Tina

### Meilleur film d'animation
- Mon ami robot (Robot Dreams) de Pablo Berger
  - They Shot the Piano Player (Dispararon al pianista) de Fernando Trueba et Javier Mariscal
  - El sueño de la sultana de Isabel Herguera
  - Hanna i els monstres de Lorena Ares
  - Sacrées Momies (Momias) de Juan Jesús García Galocha

### Meilleur court métrage de fiction
- Aunque es de noche

### Meilleur court métrage d'animation
- To Bird or Not To Bird
  - Becarias
  - Todo bien
  - Todo está perdido
  - Txotxongiloa

### Meilleur court métrage documentaire
- Ava de Mabel Lozano

### Meilleur film étranger en langue espagnole
- La memoria infinita de Maite Alberdi
  - Alma viva de Cristèle Alves Meira
  - La pecera de Glorimar Marrero Sánchez
  - El Profesor (Puan) de Benjamín Naishtat et María Alché
  - Simón de Diego Vicentini

### Meilleur film européen
- Anatomie d'une chute de Justine Triet
  - Aftersun de Charlotte Wells
  - Les Huit Montagnes (Le otto montagne) de Felix Van Groeningen et Charlotte Vandermeersch
  - Safe Place (Sigurno mjesto) de Juraj Lerotić
  - La Salle des profs (Das Lehrerzimmer) d'İlker Çatak

### Prix Goya d'honneur
- Juan Mariné Bruguera

### Prix Goya international
- Sigourney Weaver

## Statistiques

### Nominations multiples
15 : 20.000 especies de abejas
13 : Le Cercle des neiges (La sociedad de la nieve)
11 : Fermer les yeux (Cerrar los ojos), Saben aquell
7 : Un amor
5 : El maestro que prometió el mar, Te estoy amando locamente
4 : Mon ami robot (Robot Dreams), Creatura, Chinas

### Récompenses multiples
12 : Le Cercle des neiges (La sociedad de la nieve)
3 : 20.000 especies de abejas
2 : Mon ami robot (Robot Dreams)